# Atopia

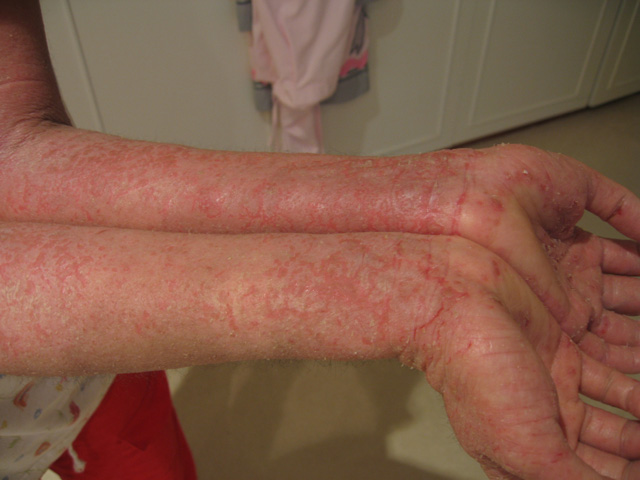
Atopowe zapalenie skóry – typowy przykład atopii

Atopia (stgr. ατοπία) – grupa dziedzicznych chorób alergicznych. Zaburzenia te charakteryzują się natychmiastowym mechanizmem. Wynikają z nieprawidłowej odpowiedzi immunologicznej na małe dawki antygenów, w wyniku której dochodzi do nadmiernego wytwarzania immunoglobulin E (IgE) skierowanych głównie przeciwko tym alergenom. Powstaje w ten sposób reakcja zapalna.
Cecha ta może ujawnić się pod postacią tzw. chorób atopowych:
- astmy oskrzelowej[2],
- atopowego zapalenia skóry (AZS)[1],
- sezonowego lub przewlekłego kataru siennego[2],
- pokrzywki[2],
- alergicznego zapalenia spojówek[2],
- niektórych nietolerancji pokarmowych[2].